# Кереньи, Енё
Енё Кереньи (венг. Kerényi Jenő; 20 ноября 1908, Будапешт, Австро-Венгрия, ныне Венгрия — 10 июля 1975, там же) — венгерский скульптор.

## Биография
В 1931—1937 годах учился в Художественном институте в Будапеште (ныне Академия художеств). После его окончания получил стипендию на годичное пребывание в Риме, где был в 1937—1938 годах. Работал как с миниатюрой (статуэтки и медали), так и с монументальными произведениями — памятниками, декоративными статуями, рельефами, включёнными в архитектурную среду. Его работам присущи динамическая экспрессия, гибкая пластичность и живописность фактуры. Неоднократно обращался к мифологическим и библейским сюжетам.
Среди работ скульптора выделяются: памятник партизанам в городе Шаторальяуйхей (1947), памятник парламентёру Остапенко в Будапеште (1951), рельефный фриз на фасаде вокзала в городе Дьёр (1955), статуя «Легенда», или «Аллегория Тихани» (1962, Тихань), статуя «Гигиея» (1961—1962, Веспрем), памятник Венгерской советской республике в городе Надьканижа (1963), монумент рабочему движению в Надьканиже (1964), надгробный памятнике Тивадару Чонтвари (1965, Будапешт, кладбище Керепеши), рельефный фриз на фасаде Медицинского университета в Будапеште (1965), скульптура «Голгофа» (1972), скульптура «Данте и Вергилий в аду» (1974).
Большинство работ находится в Венгерской национальной галерее:
- С работы домой (1938)
- Гёте (1948)
- Демонстранты (1953, реплика с которой в увеличенном и несколько изменённом виде была впоследствии поставлена на территории Народного стадиона в Будапеште)
- Мир (1956)

## Память
В честь скульптора в Будапеште открыт Музей Енё Кереньи, в котором собраны многие его скульптуры: Иоанн Креститель (1957), Чонтвари (1961), Пророк (1972), Голгофа (1972), Моисей (1973), Данте и Вергилий в аду (1974)

## Награды

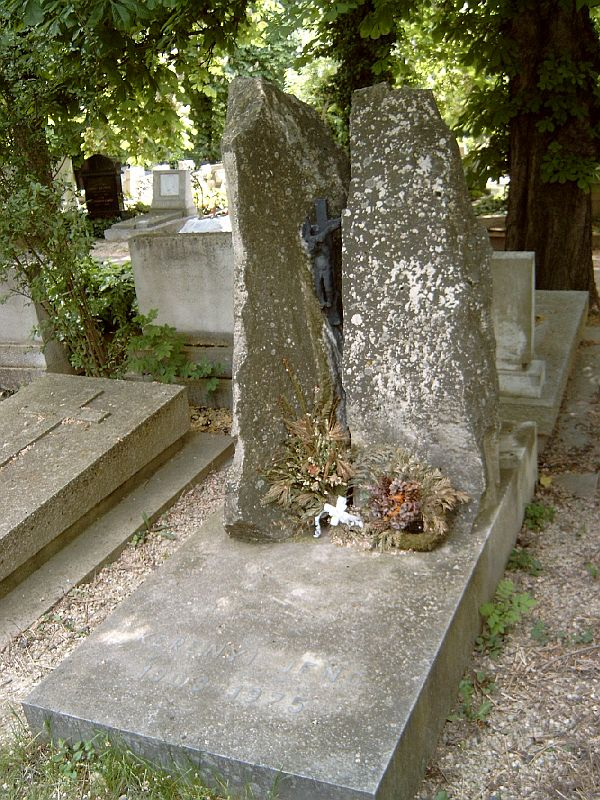
Могила Енё Кереньи на кладбище Фаркашрети в Будапеште

- 1950 — премия Михая Мункачи
- 1952 — премия Михая Мункачи
- 1955 — премия Кошута
- 1964 — Заслуженный художник ВНР
- 1966 — Народный художник ВНР